# Сперт (Белуно)
Сперт (итал. Spert) је насеље у Италији у округу Белуно, региону Венето.
Према процени из 2011. у насељу је живело 409 становника. Насеље се налази на надморској висини од 920 м.